# Pierre Maranda
Pierre Maranda (Quebec, 1930 – Lévis, 5 de julho de 2015) foi um antropólogo canadense. Ele se destacou por ser um dos principais pesquisadores a estudar diferentes comunidades das Ilhas Salomão e por propor uma abordagem semiótica interdisciplinar.

## Biografia
Maranda obteve seu bacharelado na Universidade Laval (1949), depois um mestrado (1954) e uma licenciatura em filosofia (1955) na Universidade de Montreal. Em seguida, obteve um mestrado e um doutorado na Universidade Harvard (1966), onde ocupou o cargo de Research Fellow (1966-1970), enquanto era diretor de estudos na École Pratique des Hautes Etudes em Paris (1968-1969). Foi nomeado professor de antropologia na Universidade da Colúmbia Britânica em 1969. Em 1975, foi nomeado para o departamento de antropologia da Universidade Laval, onde lecionou até sua aposentadoria em 1996 e na qual foi professor emérito de 1997 a 2015. Era membro da Royal Society of Canada desde 1976. Além disso, ele foi condecorado com a Ordem do Canadá em 14 de setembro de 2011.
Desde 2005, trabalhava na montagem e enriquecimento da coleção Pierre Maranda, abrigada no Musée de l'Amérique francophone. Este arquivo torna acessíveis a todos os investigadores os dados etnográficos recolhidos no âmbito da sua investigação junto dos Lau de Malaita, nas Ilhas Salomão, desde 1966. Em 2008 co-dirigiu ainda a realização da exposição virtual Peuples des eaux, gens des îles, parte do projeto ECHO, a Enciclopédia Cultural Hipermídia da Oceania.

## Esquema mítico
A pesquisa de Maranda insere-se no paradigma do estruturalismo e da semiótica da Escola de Paris. Discípulo de Claude Lévi-Strauss, com quem notadamente realizou o filme Behind the Masks, trabalhou a "fórmula canônica do mito" (do tipo Fx (a) : Fy (b) ≈ Fx (b) : Fa-1 (y)) e adaptou-o aos seus próprios dados etnológicos. Ele interpreta esta fórmula fazendo do termo a o elemento dinâmico, enquanto b é o mediador porque este passa de uma função para outra sem ser alterado. O processo de mediação produz um desenvolvimento de oposições em espiral, como mostra o diagrama abaixo:

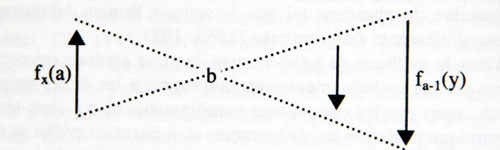
Um processo dissimétrico

A história clássica se baseia em um processo de inversão de conteúdo, como Lévi-Strauss conseguiu formalizar no mito, Vladimir Propp na morfologia do conto e Algirdas Julien Greimas no quadrado semiótico. Ao retomar esse modelo básico, Maranda pretende traduzir em seu diagrama a assimetria que acompanha esse processo, pois o destino dos personagens que se confrontam não é estritamente simétrico. Maranda retornará a essa fórmula em uma obra coletiva (2001).
Com sua esposa Elie Köngas-Maranda, também antropóloga, analisa também os relatos das populações que estudou segundo o resultado do processo de mediação entre adversários. Isso lhes permite classificar os textos míticos em quatro classes principais e mostrar que diferentes sociedades privilegiam em suas histórias vários modelos de relações sociais.
Ao longo de suas numerosas publicações, Maranda contribuiu para validar uma abordagem semiótica na antropologia e defender uma abordagem interdisciplinar integrando literatura, filosofia, matemática e ciência da computação.

## Principais publicações
- Lau Markets: A Sketch. Working Papers in Anthropology. Vancouver: University of British Columbia, 1969.
- Of Bears and Spouses: Transformational Analysis of a Myth, dans E. Köngas-Maranda et Pierre Maranda, Structural Models in Folklore and Transformational Essays, La Haye, Mouton, 1971, p. 95-115.
- Situer l’anthropologie, com L.-J. Dorais (dir.), Perspectives anthropologiques: un collectif d'anthropologues québécois, Montréal: Éditions du Renouveau pédagogique, 1979, p. 9-22, 399-436.  En ligne.
- The Dialectic of Metaphor: An Anthropological Essay on Hermeneutics, dans S. Suleiman et I. Crosman (dir.), The Reader in the Text, Princeton: Princeton University Press, 1980, p. 183-204.
- Semiotik und Anthropologie, Zeitschrift Fur Semiotik, 1981, 3:227-249.
- Mother Culture Is Watching Us: Probabilistic Structuralism, dans E. Nardocchio (dir.), Reader Response to Literature: The Empirical Dimension, Berlin: Mouton de Gruyter, 1992, p. 173-190.
- Masques et identité, Anthropologie et sociétés, 1993, 17 (3), p. 13-28.
- Mapping Cultural Transformation Through the Canonical Formula: The Pagan versus Christian Ontological Status of Women among the Lau People of Malaita, Solomon Islands, em P. Maranda (dir.), The Double Twist: From Ethnography to Morphodynamics, Toronto: University of Toronto Press, 2001, p. 97-120.  ISBN 0-8020-3524-8